# Flugplatz Lošinj

i7
i11
i13
Der Flugplatz Lošinj (kroat. Zračna luka Lošinj, IATA-Code: LSZ, ICAO-Code: LDLO) ist ein regionaler Flugplatz der Allgemeinen Luftfahrt auf der kroatischen Insel Lošinj und liegt 12 km nördlich von Mali Lošinj in der Ortschaft Artatore an der Državna cesta D100.
Der Flugplatz kann internationale Flüge abfertigen. Er besitzt neben seiner 900 Meter langen Start- und Landebahn ein Vorfeld mit Unterstellmöglichkeiten für Kleinflugzeuge sowie zwei Rollwege, welche im 45°-Winkel von der Landebahn abzweigen. Derzeit ist eine Verlängerung der Landebahn auf 1260 Meter in Planung.